# Observatie
Een observatie  is in de natuurwetenschap het verwerven van informatie uit eerste hand, en het onmiddellijk vastleggen ervan. Een observatie vindt plaats onder gebruikmaking van de eigen zintuigen, of met behulp van instrumenten, bijvoorbeeld een telescoop of microscoop. 
Ook de vastlegging van een verrichte observatie wordt 'waarneming' of 'observatie' genoemd. Voorbeeld: een ethogram is een protocol waarin wordt vastgelegd wat gedurende een bepaalde tijdsperiode welke gedragshandelingen het proefdier heeft uitgevoerd.
Bij een kwalitatieve observatie wordt alleen de aan- of afwezigheid van een fenomeen vastgesteld, de toe- of afname, de versnelling of vertraging. Bij een kwantitatieve observatie wordt, door middel van tellen of meten, een numerieke waarde (in eenheden) toegekend aan een specifieke grootheid.
Observaties vormen de basis van empirisch onderzoek, en daarmee van de wetenschappelijke methode.

## Algemeen
Waarnemingen spelen op twee manieren een belangrijke rol in de wetenschappelijke methode. Ten eerste om de (veelal kwantitatieve) gegevens te verzamelen om een hypothese op te baseren, ten tweede om de opgestelde hypothese te toetsen aan de werkelijkheid en zo nodig te verwerpen. Hierbij is van belang dat de waarnemingen herhaalbaar zijn.

## Geschiedenis
De Perzische wiskundige en astronoom Alhazen stelde dat men wetenschappelijke geschriften "moet beschouwen als vijanden en ze van alle kanten moet aanvallen" en zelfs zichzelf moest wantrouwen om niet ten prooi te vallen aan misvattingen. Hij was de eerste die schreef over observatie, experimenten (إعتبار, i'tibar) en een methodische aanpak als fundament van de wetenschap in zijn werk De Aspectibus (كتاب المناظر, Kitāb al-Manāẓir) over optica. Alhazen was echter niet de eerste die zijn waarnemingen op schrift stelde en de geschriften die hij aanvalt zijn onder andere die van Claudius Ptolemeus en Hipparcos. Alhazen op zijn beurt inspireerde de Engelse theoloog Roger Bacon om blind vertrouwen op, vaak slecht vertaalde, overgeleverde werken te verwerpen en te vertrouwen op empirische methoden om kennis niet alleen te verwerven, maar ook te toetsen.